# 김봉조 (수영 선수)
김봉조(金鳳朝, 1947년 9월 28일 ~ 2017년 3월 8일)는 대한민국의 수영 선수였다. 2004년 아테네 올림픽 수영 국가 대표 감독을 맡았다.